# Ann-Kristin Lindqvist
Ann-Kristin(a) Lindqvist (* im 20. Jahrhundert) ist eine ehemalige schwedische Fußballspielerin.

## Karriere

### Vereine
Lindqvist gehörte ab 1968 – im Jahr als die Västergötlands damfotbollsserie (Division 1 West), als seinerzeit höchste Spielklasse den Spielbetrieb aufnahm – dem in Öxabäck in der Kommune Mark in der Provinz Västra Götaland ansässigen und 1966 gegründeten Öxabäck IF an. Während ihrer Vereinszugehörigkeit gewann sie mit der Mannschaft die erste (offizielle) Meisterschaft im Jahr 1973; drei weitere, 1975, 1978 und 1983, konnte sie dieser noch hinzufügen.

### Nationalmannschaft
Lindqvist bestritt in acht Jahren 27 Länderspiele für die Nationalmannschaft, in denen ihr sechs Tore gelangen. Mit der Mannschaft nahm sie siebenmal am Turnier um die Nordische Meisterschaft teil, in denen sie insgesamt 16 Punktspiele bestritt und zwei Tore erzielte. Ihr Debüt gab sie am 26. Juli 1974 in Mariehamn beim 1:0-Sieg über die Nationalmannschaft Finnlands im ersten Spiel um die Nordische Meisterschaft. Auch im zweiten Spiel tags darauf in Markusböle, bei der 0:1-Niederlage gegen den späteren Turniersieger aus Dänemark wurde sie eingesetzt. Ihr letztes Länderspiel im Spieljahr 1974 war freundlicher Natur und zugleich ihr besonderes; am 17. August erzielte sie in Borås mit dem 1:0-Siegtor über die Nationalmannschaft Finnlands ihr erstes Länderspieltor.
In den folgenden vier Spieljahren wechselten sich Turnierspiele mit Freundschaftsspielen ständig ab. Im Turnier um die Nordische Meisterschaft 1977 avancierte sie zur Torschützenkönigin, da sie mit zwei Toren (jeweils eines in den nur zwei ausgetragenen Spielen) sich vor vier Einzeltorschützinnen behaupten konnte. Im Spieljahr 1978 und nach drei Turnierspielen, erzielte sie am 21. Oktober in Gossau im Freundschaftsspiel gegen die Schweizer Nationalmannschaft gleich zwei Tore beim 7:1-Erfolg. Im Spieljahr 1979 nahm sie mit ihrer Mannschaft an der Inoffiziellen Europameisterschaft in Italien teil. Sie bestritt in Rimini die beiden Begegnungen mit der Nationalmannschaft Wales’ (3:0) und der Nationalmannschaft der Niederlande (1:1) und schloss das Turnier mit ihrer Mannschaft mit dem dritten Platz ab, da diese (ohne ihr Mitwirken) am  27. Juli in Neapel gegen die Nationalmannschaft Englands sich mit 4:3 – wenn auch erst im Elfmeterschießen – durchzusetzen vermochte. Nach drei weiteren Turnierspielen um die Nordische Meisterschaft 1980 beendete sie ihre Länderspielkarriere am 25. April 1981 in Zweeloo in einem letzten Freundschaftsspiel, dass gegen die Nationalmannschaft der Niederlande mit 1:2 verloren wurde.

## Erfolge
Nationalmannschaft
- Nordischer Meister 1977, 1978, 1979, 1980
- Dritter Inoffizielle Europameisterschaft 1979

Öxabäck IF
- Schwedischer Meister 1973, 1975, 1978, 1983